# Ian Bairnson
Ian Bairnson (Lerwick, 3 augustus 1953 – 7 april 2023) was een Britse zanger en gitarist. Hij is niet zo bekend, aangezien hij tijdens zijn muzikale carrière weinig in de schijnwerpers stond. Naast gitaar bespeelt Bairnson ook saxofoon en toetsen.
Hij groeit op in Edinburgh en is daar op het juiste moment (1973) als David Paton, William Lyall en Stuart Tosh een gitarist voor hun nieuwe band zoeken: Pilot. Voor het eerste album wordt hij nog ingeschakeld als gastgitarist, maar op het tweede album is hij vast groepslid. Pilot is geen lang leven beschoren, in 1977 vertrekken Lyall en Tosh en gaan Paton en Bairnson nog door met één album Two’s a Crowd, dat echter overheerst wordt door producer Alan Parsons. Daarna is de koek op. Paton en Bairnson hebben echter geen gelegenheid stil te zitten; ze worden vaste leden van The Alan Parsons Project (zij zien daar Tosh terug) en leveren daarvoor het merendeel van de composities. Ook dragen ze bij aan Mull of Kintyre van Paul McCartney. Ze gaan verder door het leven als studiomuzikanten en spelen bij Elton John, Rick Wakeman, Kate Bush en een reeks andere artiesten (zie verder de externe link).
In 1984 proberen Paton en Bairnson nog zelf een band op te starten: Keats; slechts één album is hun deel.
In 2002 is de vraag in Japan zo groot naar het Pilot-muziekalbum Two’s a Crowd, dat ze dat album bijna geheel opnieuw opnemen; het wordt alleen in Japan uitgebracht.